# ゴットハード (アルバム)
『ゴットハード』(Gotthard)は、スイスのハードロック・バンド、ゴットハードが1992年に発表した初のスタジオ・アルバム。

## 背景
クロークスの創設メンバーとして知られるクリス・フォン・ローアに認められたことで、ゴットハードはBMGとの契約を得て、フォン・ローアは本作以降、彼らのアルバムでプロデュースや曲作りに携わった。「ファイアダンス」と「ゲット・ダウン」には、ヴィヴィアン・キャンベルがゲスト参加している。
「ハッシュ」はジョー・サウスがビリー・ジョー・ロイヤルのために書き下ろした曲で、ディープ・パープルによるカヴァーがシングル・ヒットしたことでも知られる。なお、スティーヴ・リーは2004年に行われたMelodickRock.comによるインタビューにおいて、ゴットハードがディープ・パープルのフランス公演でオープニング・アクトを務めた際、イアン・ギランがゴットハードのヴァージョンを絶賛して「"Hush"を演奏すべきだ」と言ったというエピソードを明かしている。

## 反響
本作はバンドの母国スイスにおいて、1992年3月1日付のアルバム・チャートで初登場32位となり、その後、最高5位を記録して、1992年の年間アルバム・チャートでは8位となる。また、本作からシングル・カットされた「オール・アイ・ケア・フォー」はスイスのシングル・チャートで13位に達し、続く「ハッシュ」は26位に達した。

## 収録曲
特記なき楽曲はスティーヴ・リーとレオ・レオーニの共作。
1. スタンディング・イン・ザ・ライト - "Standing in the Light" – 3:55
2. ダウンタウン - "Downtown" – 3:05
3. ファイアダンス - "Firedance" (Steve Lee, Leo Leoni, Chris von Rohr) – 6:13
4. ハッシュ - "Hush" (Joe South) – 4:04
5. ミーン・ストリート・ロケット - "Mean Street Rocket" (S. Lee, L. Leoni, C. von Rohr) – 3:53
6. ゲット・ダウン - "Get Down" (C. von Rohr, Mauser) – 3:23
7. テイク・ミー - "Take Me" – 3:44
8. エンジェル - "Angel" – 5:32
9. ロンリー・ハートエイク - "Lonely Heartache" – 3:45
10. ハンター - "Hunter" – 4:15
11. オール・アイ・ケア・フォー - "All I Care For" – 3:11
12. ザッツ・イット - "That's It" (L. Leoni, Hena Habegger) – 1:18

### 2009年日本盤SHM-CDボーナス・トラック
1. ダウンタウン（ライヴ・ヴァージョン） - "Downtown (Live Version)" – 2:59

## 参加ミュージシャン
- スティーヴ・リー - ボーカル
- レオ・レオーニ - ギター、バッキング・ボーカル
- マーク・リン - ベース
- ヘナ・ハーベッガー - ドラムス

ゲスト・ミュージシャン
- ヴィヴィアン・キャンベル - リードギター(on #3, #6)
- パット・リーガン - キーボード
- Neil Otupacca - キーボード